# Rheingau (vinregion)
Rheingau og Mosel er de bedst kendte af de 13 tyske vinregioner (Weinbaugebiete) inden for kvalitetsvin (QBA og Prädikatswein). Den følger Rhinen fra Hochheim til Lorch i delstaten Hessen. Hjertet af Rheingau ligger nord for Rhinen, det eneste sted hvor denne flyder øst-vest mellem Basel og Nordsøen med de stejle, sydvendte bjergsider med regionens vinmarker. Det giver ideelle modningsbetingelser for de sarte riesling-druer: 1) beskyttelse mod de kolde, nordlige vinde og 2) flodens vandflade, der er op til en kilometer bred.
Romerne anlagde tidligt marker ved Rhinen, og Karl den Store skulle ifølge legenden have set, at de stejle skråninger ved Rüdesheim am Rhein var egnet til vindyrkning, fordi sneen smeltede så hurtigt.
Rheingaus ca. 3100 hektar vinstokke udgør kun 3 % af Tysklands samlede vindyrkningsareal, og med sine 30 kilometers længde er det alt i alt en af de mindste tyske vinregioner. Omkring 78 % af vindyrkningsarealet er beplantet med Riesling, og Rheingau har flest % riesling. Resten af arealet deles mellem druesorterne Spätburgunder (13 %) og Müller-Thurgau (2 %). Selvom Rheingau kun udgør 3 % af Tysklands samlede vindyrkningsareal, huser regionen 1/5 af landets 244 VDP-klassificerede Erste Lage-lokaliteter.

## Geografi og Terroir
Med hensyn til terroir adskiller Rheingau sig fra Tysklands anden store riesling-region, Mosel, som domineres af skifer og muslingekalk. Ved Rhinen forefindes ofte dyb, kalkholdig jord, sand, løss, af og til grus og sandsten. Samtidig er der tydelig forskel på de stejle marker ved Rüdesheim, det mellemste stykke mellem Eltville og Johannisberg og skråningerne ved Hochheim, der skråner mod Main. Jordbunden præger vinens karakter: hvor riesling-vin fra Mosel er let og frugtig, viser riesling fra Rheingau mere elegance og karakter, men bliver dog aldrig så kraftfuld som vin fra Alsace eller Østrig.
Klimatisk er Rheingau køligt kontinentalt med en gennemsnitstemperatur på 10° C, 1643 årlige solskinstimer og 536 mm regn.

## Kloster Eberbach
Rheingau har i århundreder været kendt for kvalitet. Cisterciensermunke fra Bourgogne ankom i det 12. århundrede til regionen og grundlagde Eberbach. Et af deres væsentligste bidrag var vindyrkningen, som oplevede et markant opsving. Eberbachs skattekamre, de gamle kældre og berømte auktions- og vinsmagningslokaler er i dag en væsentlig del af Rheingaus vinkultur. Særligt er marken Steinberg kendt, da den med de franske clos som forbillede blev indhegnet af en mur. Steinberg og skråningerne ved Schloss Johannisberg har særstatus, da den på etiketten ikke behøver angive den ellers obligatoriske angivelse af kommunenavn.
Trods kølige forhold er det i gode år muligt at producere førsteklasses Auslese og sågar Eiswein på Steinberg.
I 1803 blev Kloster Eberbach sekulariseret og er i dag ejet af den hessiske delstat. Det forvaltes fra det den nærliggende Eltville, hvor også vinen produceres. Nogle af Rheingaus førende Spätburgunder-vine laves på ejendommen Assmannshausen, som hører til Kloster Eberbach.

## Schloss Johannisberg
En anden munkeorden Benediktinerordenen grundlagde Rheingaus anden store vingods, Schloss Johannisberg i 1100-tallet. I 1716 blev det købt af klostret i Fulda og erstattet med det nuværende slot, som knejser over enkeltmarken af samme navn. Det er Rheingaus internationalt mest berømte bygningsværk. I 1700-tallet anlagdes den første rene Riesling-mark. Omkring et århundrede senere blev besiddelserne sekulariseret under Napoleons herredømme. Efter Wienerkongressen i 1815 kom det i familien Metternichs besiddelse. Fyrstinde Tatiana von Metternich, der sammen med sin mand, Paul Alfons von Metternich, forestod genopbygningen af Schloss Johannisberg efter Anden Verdenskrig, boede på slottet til sin død i 2006. I dag ejes det af Oetker-koncernen.
Spätlese blev ifølge traditionen opfundet på Schloss Johannisberg i 1775. En gang om året drog kuréren til Fulda for at få den officielle tilladelse til at påbegynde druehøsten, men netop dette år blev han flere uger forsinket. Da han endelig nåede til Johannisberg, var druerne ramt af ædel råddenskab. Ikke desto mindre høstedes druerne og producerede dermed en ny vintype, spätlese (sen høst), som herefter blev standard på slottet.

## Historisk gau
I Frankerrigets tid var Rheingau et administrativt gau (provins eller landskab).